# Grzegorz (gromada)
Grzegorz – dawna gromada, czyli najmniejsza jednostka podziału terytorialnego Polskiej Rzeczypospolitej Ludowej w latach 1954–1972.
Gromady, z gromadzkimi radami narodowymi (GRN) jako organami władzy najniższego stopnia na wsi, funkcjonowały od reformy reorganizującej administrację wiejską przeprowadzonej jesienią 1954 do momentu ich zniesienia z dniem 1 stycznia 1973, tym samym wypierając organizację gminną w latach 1954–1972.
Gromadę Grzegorz z siedzibą GRN w Grzegorzu utworzono – jako jedną z 8759 gromad na obszarze Polski – w powiecie toruńskim w woj. bydgoskim, na mocy uchwały nr 24/14 WRN w Bydgoszczy z dnia 5 października 1954. W skład jednostki weszły obszary dotychczasowych gromad Grzegorz, Dziemiany, Liznowo i Szerokopas oraz osada Zelgno-Bezdół z dotychczasowej gromady Zelgno ze zniesionej gminy Zelgno w powiecie toruńskim, a także osiedle Drzonówko z dotychczasowej gromady Drzonowo ze zniesionej gminy Lisewo w powiecie chełmińskim, w tymże województwie. Dla gromady ustalono 19 członków gromadzkiej rady narodowej.
Gromadę zniesiono 31 grudnia 1959, a jej obszar wszedł w skład nowo utworzonej gromady Zelgno w tymże powiecie.